# Kátia Abreu
Kátia Regina de Abreu (Goiânia, 2 febbraio 1962) è una politica, imprenditrice e psicologa brasiliana.

## Biografia
Nata il 2 febbraio 1962, ha studiato alla Pontificia università cattolica di Goiás, laureandosi in psicologia. Diviene allevatrice a seguito della morte del marito nel 1987, acquisendo una tenuta nell'attuale Tocantins. Negli anni ha avuto successo tra i produttori della regione, il che la fece diventare presidente del Sindacato Rurale di Gurupi. È stata successivamente eletta presidente della Federazione dell'agricoltura e dell'allevamento dello Stato di Tocantins, carica che ha esercitato per quattro mandati consecutivi, tra il 1995 e il 2005.
Nel novembre 2008 viene nominata presidente della Confederazione dell'agricoltura e dell'allevamento del Brasile, per il triennio dal 2008 al 2011.

### Carriera politica
Nel 1998, Kátia Abreu ha occupato per la prima volta un seggio alla Camera dei deputati come supplente. Viene inoltre scelta per presiedere il gruppo parlamentare ruralista al Congresso nazionale, che all'epoca contava 180 membri.
Nel 2002 viene eletta alla Camera dei deputati risultando la più votata nello Stato. Nel 2006 ha partecipato e vinto l'elezione a un seggio al Senato federale.
Nel 2009, Kátia Abreu è entrata nella classifica delle cento personalità più influenti del Brasile secondo la rivista Época.
Nel dicembre 2014 viene incaricata dall'allora presidente Dilma Rousseff come ministra dell'agricoltura, dell'allevamento e dell'approvvigionamento, carica che ha assunto il 1º gennaio 2015 fino al 12 maggio 2016, quando la presidente ha ricevuto una messa in stato d'accusa.
Alle elezioni del 2018 si è candidata come vicepresidente del Paese con il partito democratico laburista.